# Asosa
Asosa (auch Assosa oder Asossa; äthiopische Schrift: አሶሳ) ist eine Stadt in Äthiopien mit mehr als 20.000 Einwohnern. Sie liegt 450 km westlich von Addis Abeba an der Grenze zum Sudan und ist Hauptstadt der Region Benishangul-Gumuz. Innerhalb dieser Region gehört sie zur Woreda Asosa in der gleichnamigen Asosa-Zone.
Die Stadt liegt auf einer Höhe von 1570 Metern.

## Bevölkerung

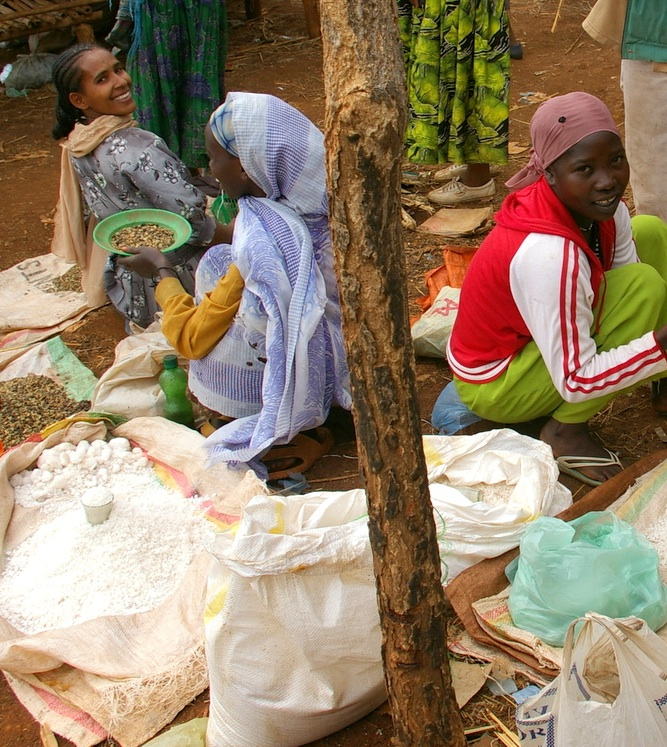
Marktfrauen in Asosa

Bei der Volkszählung von 2005 wurden 20.226 Einwohner gezählt.
Laut Volkszählung von 1994 waren von 11.749 Einwohnern 41,19 % Oromo, 29,93 % Amharen, 17,39 % Berta (Jebelawi), 5,43 % Tigray, 1,35 Sebat-Bet-Gurage (1,35 %) und 1,29 % Silt’e, die übrigen 3,42 % gehörten anderen Volksgruppen an. 44,42 % der Bevölkerung sprachen Oromo als Muttersprache, 31,53 % Amharisch, 15,98 % Berta, 4,43 % Tigrinya und 3,64 % sonstige Sprachen. 54,92 % waren äthiopisch-orthodoxe Christen, 29, 75 % waren Muslime und 14,89 % Protestanten.
| Jahr | Einwohner                     |
| ---- | ----------------------------- |
| 1984 | 4.159 (Zensus)                |
| 1994 | 11.749 (Zensus)               |
| 2005 | 20.226 (Zensus)               |
| 2007 | 20.879 (offizielle Schätzung) |

## Geschichte
Asosa wurde Ende des 19. Jahrhunderts von Scheich Ḫʷāǧalī al-Ḥasan gegründet. Dieser war ein Nachfahre von arabisch-sudanesischen Gruppen von Händlern und Predigern (den waṭāwiṭ), welche im ersten Viertel des 19. Jahrhunderts in das Gebiet gekommen waren, um mit Gold und Sklaven zu handeln.
Nach der äthiopischen Eroberung des heutigen Benishangul-Gumuz 1898 wurde Asosa dessen politisches und wirtschaftliches Zentrum, es war eng mit der äthiopischen Zentralregierung verbunden und belieferte diese bis Mitte der 1930er Jahre in großem Umfang mit Gold und Sklaven. Die lokale Bevölkerung aus Berta sowie waṭāwiṭ-Gruppen entlang der Grenze zum Sudan war schwer von Sklavenjagden, Zwangsarbeit in den Goldfeldern und Rekrutierung für das Militär durch die herrschenden waṭāwiṭ-Familien betroffen.
Während der italienischen Besetzung von 1936 bis 1941 war Asosa Hauptort des Kommissariats Benishangul bzw. Béni Sciangùl, in dieser Zeit verfügte es über einen bedeutenden Markt, eine Post, Telegraphen, ein Krankenhaus und einen Flughafen. Am 11. Mai 1941 eroberte ein belgisches Kontingent aus Belgisch-Kongo Asosa von der italienischen Zehnten Brigade, wobei 1500 Italiener in Gefangenschaft gerieten und die übrigen desertierten oder sich verstreuten.
Unter dem Derg-Regime, das ab 1974 Äthiopien regierte, wurden vor allem Mitte der 1980er Jahre rund 60.000 von Dürre und Hunger betroffene Bauern aus dem Hochland, größtenteils aus der Provinz Wollo, in die Umgebung von Asosa umgesiedelt. Bereits 1979 hatte hier das erste größere Umsiedlungsprogramm im Westen des Landes begonnen. Hierzu musste die lokale Bevölkerung Land abgeben und kostenlos beim Aufbau der neuen Einrichtungen arbeiten. Dies war auch eines von wenigen Gebieten, in denen die Zwangskollektivierung der Landwirtschaft umgesetzt wurde.
In der Endphase des Derg-Regimes wurde Asosa bei Militäroperationen und Eroberungsversuchen von verschiedenen Widerstandsbewegungen schwer beschädigt. Die eritreische EPLF drang von ihrem eigentlichen Gebiet weit nach Süden vor, um die Zentralregierung zu schwächen, und übergab das eroberte Benishangul-Gebiet im Januar 1990 an die Oromo-Befreiungsfront OLF. Diese genoss hier jedoch wider Erwarten nur wenig Unterstützung von der Bevölkerung und konnte Asosa nur während zwei Monaten unter ihrer Kontrolle halten; bei ihrem Rückzug brannte sie das neu erbaute Krankenhaus nieder, zerstörte den einzigen Generator der Stadt und entwendete 1,8 Mio. Birr aus der lokalen Bank. Die Regierungsarmee bekämpfte die OLF mit Luftangriffen, bei denen in der Stadt 19 Menschen getötet und 20 verletzt wurden. Auch die SPLA aus dem Südsudan war an den Kämpfen um Asosa beteiligt.
Nach 1991 wurde Asosa Hauptstadt der Region Benishangul-Gumuz, die im Rahmen der neuen Verwaltungsgliederung Äthiopiens gebildet wurde.

## Verkehr
Der Flughafen Asosa mit dem ICAO-Code „HASO“ und dem IATA-Code „ASO“ liegt südöstlich der Stadt.

## Persönlichkeiten
- Meaza Ashenafi (* 1964), Juristin und Frauenrechtlerin
- Saladin Said (* 1988), Fußballspieler